# Marthe Louise Vogt

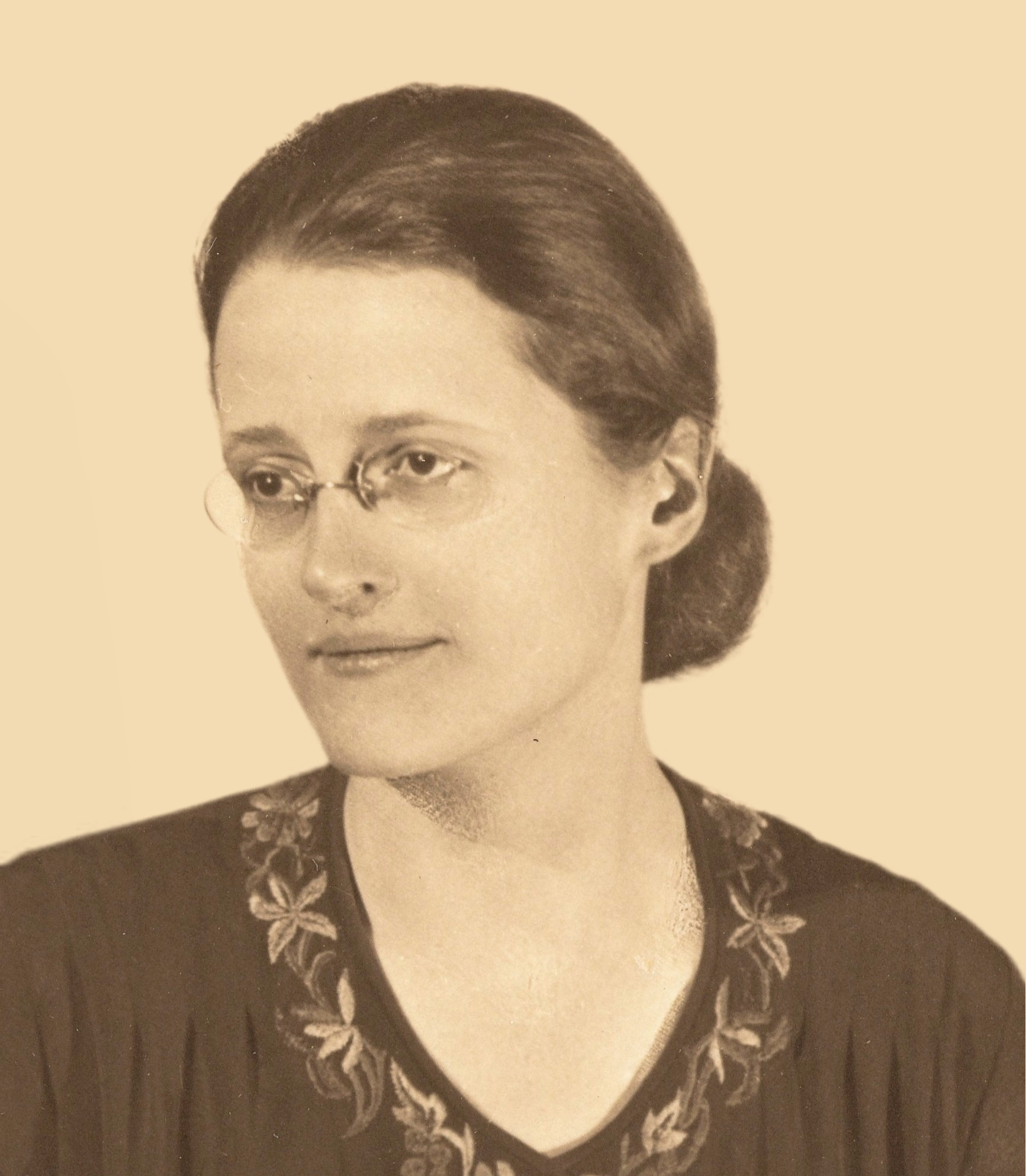
Marthe Louise Vogt (1903-2003)

Marthe Louise Vogt (* 8. September 1903 in Berlin; † 9. September 2003 in San Diego, Kalifornien) war eine deutsch-britische Pharmakologin. Sie gilt als eine der bedeutendsten Neurowissenschaftler des 20. Jahrhunderts und war bekannt für ihre wichtigen Beiträge zum Verständnis von Neurotransmittern im Gehirn, insbesondere des Epinephrin.

## Leben
Marthe Vogt war die ältere von zwei Töchtern von Oskar Vogt und Cécile Vogt, (dänisch-deutsch und französisch-deutsch) beide Ärzte und Hirnforscher (führend in der Neuroanatomie). Die Eltern arbeiteten 1903 im Neurobiologischen Laboratorium der Berliner Friedrich-Wilhelms-Universität, der späteren Humboldt-Universität, das Oskar Vogt leitete und das 1914 im – wiederum von Oskar Vogt geleiteten – Kaiser-Wilhelm-Institut für Hirnforschung in Berlin-Buch, dem späteren Max-Planck-Institut für Hirnforschung in Frankfurt am Main, aufging.  Marthe war die ältere Schwester von Marguerite, die ihrerseits eine bedeutende Wissenschaftlerin in der Krebsforschung und Virologie am Salk Institute for Biological Studies war.
Marthe Vogt begann nach dem Abitur 1922 das Studium der Medizin und der Chemie an der Friedrich-Wilhelms-Universität zu Berlin. Zu ihren Lehrern gehörten Wilhelm Schlenk und Friedrich Adolf Paneth, die sie beeinflussten, mithilfe der Chemie medizinische Fragestellungen zu bearbeiten.
Nach dem Abschluss ihres Medizinstudiums 1927 und einem praktischen Jahr, das sie zu gleichen Teilen im Spital und im Labor ihres Vaters verbrachte, erwarb sie am 9. Mai 1928 den Doktorgrad in Medizin. Nach zwei Jahren im Labor Carl Neuberg am Kaiser-Wilhelm-Institut für Biochemie erwarb sie am 27. September 1929 mit einer Arbeit über den Kohlenhydrat-Stoffwechsel den Doktorgrad in Chemie und wurde dann Assistentin im Berliner Pharmakologischen Institut bei Paul Trendelenburg. Nach dessen frühem Tod leitete sie die Abteilung Neurochemie im Kaiser-Wilhelm-Institut für Hirnforschung. Oskar Vogts anti-nationalsozialistische Haltung führte zu seiner Kündigung durch den Reichsminister für Wissenschaft, Kunst und Volksbildung Bernhard Rust.
Ein Rockefeller-Stipendium ermöglichte es Marthe, welche die Haltung ihres Vaters teilte, von 1935 bis 1936 zu Henry Hallett Dale am National Institute for Medical Research in Hampstead bei London zu gehen. Hier traf sie Wilhelm Feldberg, ebenfalls ein Rockefeller-Stipendiat, der 1933 als Jude von der Berliner Universität entlassen worden war. Es folgten Stationen am Department of Pharmacology in Cambridge und am College of the Pharmaceutical Society in London. Die Chance zum Aufbau einer eigenen Arbeitsgruppe gab ihr 1946 John Henry Gaddum am Department of Pharmacology in Edinburgh. 1947 erhielt sie die britische Staatsbürgerschaft. Von 1960 bis 1966 leitete sie die Pharmakologische Abteilung des Agricultural Research Council Institute of Animal Physiology in Babraham bei Cambridge. Dort blieb sie auch im Ruhestand tätig, bis das Nachlassen ihrer Sehkraft sie 1990 veranlasste, zu ihrer Schwester Marguerite nach La Jolla, Kalifornien, überzusiedeln.
Sie starb am 9. September 2003 in Kalifornien am Tag nach ihrem 100. Geburtstag.

## Forschung
Marthe Vogt war Neuropharmakologin. Hier sind zwei ihrer wichtigsten Entdeckungen:
Erstens hat sie 1936, in ihrer Zeit in Hampstead, zusammen mit Dale und Feldberg bewiesen, dass Acetylcholin nicht nur, wie seit Otto Loewi bekannt, ein Neurotransmitter im vegetativen Nervensystem ist, sondern auch der Neurotransmitter der Motoneurone zum Skelettmuskel. Dale hat 1936, zusammen mit Loewi den Nobelpreis für Physiologie oder Medizin erhalten, also während Marthe Vogt bei ihm arbeitete; beiden wurde er wegen ihrer Entdeckungen von Neurotransmittern verliehen.
Zweitens hat Marthe Vogt 1954 in Edinburgh und als einzige Autorin nachgewiesen, dass die Katecholamine Noradrenalin und Adrenalin im Gehirn nicht nur Neurotransmitter in der Wand der Gehirn-Blutgefäße sind, sondern Neurotransmitter in Neuronen des Gehirns selbst. Mit Acetylcholin waren Noradrenalin und Adrenalin die ersten überhaupt identifizierten Transmittersubstanzen des Gehirns.
Ohne Marthe Vogts Entdeckungen wären zum Beispiel die Wirkungen der Muskelrelaxantien und der Psychopharmaka nicht zu erklären. Auch Studien zu Störungen im Bereich der Neurotransmitter bei Schizophrenie oder schweren Depressionen beruhen auf dieser Entdeckung.

## Ehrungen
- 1952: Mitglied der britischen Royal Society
- 1970: Life Fellow des Girton College Cambridge
- 1971: Ehrenmitglied der British Pharmacological Society
- 1974: Ehrenmitglied der Physiological Society
- 1974: Ehrenmitglied der königlich belgischen Akademie für Medizin (Académie royale de Médecine de Belgique)
- 1974: Ehrendoktortitel der Universität Edinburgh[7]
- 1974: Schmiedeberg-Plakette der Deutschen Gesellschaft für Experimentelle und Klinische Pharmakologie und Toxikologie (DGPT)
- 1976: Ehrenmitglied der Deutschen Physiologische Gesellschaft
- 1977: Ehrenmitglied der American Academy of Arts and Sciences[11]
- 1980: Ehrenmitglied der Royal Society of Medicine (RSM)
- 1981: Ehrenmitglied der Ungarischen Akademie der Wissenschaften.
- 1981: Royal Medal (The Queen’s Medal) der britischen Royal Society
- 1983: Wellcome Gold Medal der British Pharmacological Society
- 1983: Ehrendoktortitel der Universität Cambridge[7]
- 1983: Ehrenmitglied der British Association for Psychopharmacology

Seit 2001 vergibt der Forschungsverbund Berlin jährlich den Marthe-Vogt-Preis für Nachwuchswissenschaftlerinnen.
Im September 2022 wurden auf dem Campus Berlin-Buch Büsten von Marthe Vogt und ihrer Schwester Marguerite Vogt enthüllt, die von der Künstlerin Anna Franziska Schwarzbach geschaffen wurden. Die beiden Büsten sind Bestandteil des Projektes „Kunst und Wissenschaft im Park“.